# 日本統治時代の朝鮮におけるレコード会社
日本統治時代の朝鮮におけるレコード会社（にほんとうちじだいのちょうせんにおけるレコードがいしゃ）では、日本統治時代の朝鮮において活動したレコード会社について述べる。
日本統治時代の朝鮮における大手のレコード会社としてはオーケーレコードと太平レコードがあった。
大手レコード会社には入らなかったが日本統治時代の朝鮮で活発に活動したレコード会社には、シエロンレコード (시에론레코드) やリーガルレコードなどがある。

## オーケーレコード
日本の帝国蓄音機商会の京城支部長だった李哲が1933年から「오케（オーケー）」という独自の名前でレコードを発売し始めた。オーケーは英語の「Okay」を和風に読んだものであった。
李哲が独自に経営したため、朝鮮人が設立した最初のレコード会社と評価されている。オーケーレコードは5大レコード会社の中で最も遅くレコードを出し始めたが、大衆歌謡部門で人気歌手と歌を多く輩出して有名になり、李哲は興行の奇才と呼ばれた。李蘭影の「木浦의 눈물（木浦の涙）」や、南仁樹の「哀愁의 小夜曲（哀愁の小夜曲）」など、トロットのヒット曲が多数ある。
日本統治時代の末期には公演団を構成して巡回公演に注力したが、1944年に李哲が死亡し、続いて翌1945年に太平洋戦争の終戦とともに日本の本社が朝鮮から撤収したため、閉鎖された。オーケーレコードが有名であったことを利用し、後には大韓民国で同名のレコード会社が再設立された。

## タイヘイレコード
タイヘイレコードは、朝鮮語で「テピョンレコード（태평레코드）」とも呼ばれる。
初期は小さな規模で出発したが、1940年代初頭にはオーケーレコードを脅かすほど成長した。これは、タイヘイレコードが「나그네 설움（旅人の悲しみ）」のような大型ヒット曲を出したためだったが、オーケーレコードの朴是春（作曲家）/ 南仁樹（歌手）に匹敵するライバルだった李在鎬/白年雪のコンビが看板級スターとして活躍した。「찔레꽃』の白蘭兒や「불효자는 웁니다」の秦芳男（半夜月） も、タイヘイレコードから輩出したスター歌手だった。日本統治時代の末期には、軍国歌謡も発売していた。

## シエロンレコード
1931年からレコードを発売し始めた。申カナリアのような人気歌手を輩出し、南仁樹の「哀愁の小夜曲」も、本来シエロンレコードで「눈물의 해협（仮訳：涙の海峡）」というタイトルで発売された歌であった。劇作家の李瑞求が文芸部長として勤め、企画を引き受けた。シエロンレコードは日中戦争勃発時点の前後から競争で急激に遅れ、日本統治時代の末期には活動が萎縮した。

## リーガルレコード
リーガルレコードは、コロムビア・レコードの姉妹商標であった。おもに低価格の民謡のレコードを発売し、任曙昉や申カナリアなどがリーガルレコード所属で活動した。金セレナの歌唱でよく知られている新民謡「갑돌이와 갑순이」の原曲は、リーガルレコードから出た「온돌야화（オンドル夜話）」である。